# Claudio Pizarro
Claudio Miguel Pizarro Bosio (* 3. října 1978, Callao, Peru) je bývalý peruánský fotbalový útočník. V roce 2020 ukončil aktivní kariéru. V ročníku 2009/10 se stal ve dresu Werderu Brémy nejlepším střelcem Evropské ligy – vstřelil 12 gólů.
Po ukončení kariéry v červenci 2020 Pizarrovi patřilo šesté místo v žebříčku střelců Bundesligy od jejího založení roku 1963 (197 gólů za 472 utkání).
Od roku 1999 do roku 2016 reprezentoval Peru a za svoji zemi odehrál 85 utkání, ve kterých vstřelil 20 gólů.

## Klubová kariéra
Svoji fotbalovou kariéru začal v Academia Deportiva Cantolao. Poté působil v dalších dvou peruánských klubech, než odešel v roce 1999 do Německa. Zde nastupoval za týmy Werder Brémy a Bayern Mnichov. V dresu Werderu se stal nejlepším kanonýrem Evropské ligy 2009/10 (společně s paraguayským útočníkem Benficy Lisabon Óscarem Cardozem – oba nastříleli po 9 brankách, Pizarro měl méně odehraných minut).
Claudio si pak zkusil i angažmá v anglickém celku Chelsea FC.

### Werder Brémy (druhé angažmá)
23. října 2010 během zápasu Werderu Brémy s Borussií Mönchengladbach (výhra Werderu 4:1) vstřelil jeden gól, čímž překonal rekord Brazilce Giovane Élbera (133 gólů) v počtu nastřílených branek zahraničním fotbalistou v historii německé Bundesligy.

### Bayern Mnichov
31. října 2012 v zápase DFB-Pokalu proti 1. FC Kaiserslautern vstřelil dva góly, Bayern zvítězil 4:0. Ve 27. bundesligovém kole 30. března 2013 vstřelil 4 góly a na dva další přihrával při drtivé výhře 9:2 nad Hamburkem. Ve 30. kole německé Bundesligy 20. dubna 2013 se podílel dvěma góly na vysokém vítězství Bayernu 6:1 nad domácím Hannoverem 96. K dubnu 2013 byl se 166 vstřelenými góly na 9. příčce nejlepších kanonýrů v historii německé Bundesligy. S klubem slavil zisk ligového titulu již 6 kol před koncem soutěže, ve 28. kole německé Bundesligy.
V základní skupině F Ligy mistrů 2012/13 7. listopadu 2012 vstřelil hattrick francouzskému týmu Lille OSC a podílel se tak na jeho debaklu 6:1. V odvetném zápase čtvrtfinále 10. dubna 2013 proti italskému Juventusu vstřelil v nastaveném čase gól na konečných 2:0 pro německý tým, jenž postoupil do semifinále (doma vyhrál taktéž 2:0). V prvním zápase semifinále 23. dubna 2013 byl u výhry 4:0 nad Barcelonou, naskočil do hry v průběhu druhého poločasu. Bayern si zajistil výbornou pozici do odvety. Na konci soutěže mohl slavit vítězství, i když ve finále proti Borussii Dortmund (výhra 2:1) nehrál. Po sezóně s ním klub prodloužil o rok smlouvu.

## Reprezentační kariéra
Od roku 1999 je členem reprezentace Peru. Debutoval 10. února 1999 v domácím přátelském utkání se sousedním Ekvádorem. Odehrál kompletní střetnutí, které skončilo vítězstvím Ekvádoru 2:1. Za týden 17. února se přátelský zápas opakoval v Ekvádoru, tentokrát to byl hostující tým Peru, který si odvezl výhru 2:1. Claudio dal jeden gól a otevřel si střelecký účet v národním týmu.